# 提防老千
《提防老千》是王晶自編自導兼自演的懸疑片，又名「罪有應得」。本片劇情正呼應了罪有應得這四字，是描述一場師徒老千，師父瞞天過海設下佈局千徒弟，最後正因徒弟的貪心，結果深陷不可自拔，惡人必有其報，剛好與肥威死在同地方。

## 劇情概要
志恆因盜空公款被肥威逮住，失手殺死肥威，將屍體丟入水塔。志恆入獄後，遭到一連串凌辱欺負，好在認識十四哥罩著他，介紹志恆陪他一塊到圖書館工作，志恆為了擔心遭受欺負，便向獄警要求到圖書館工作。志恆從十四哥聽到滿嘴賭經，向十四哥毛遂自薦收他為徒，就此志恆踏入老千的生活。但是志恆並不如表面上看起來如此老實無辜，事實上是志恆詐騙了好友肥威姊姊的換腎錢一千萬，被肥威發現後殺肥威滅口，而主動接近志恆的十四哥乃是受肥威親友所托為了報復志恆的老千。
出獄後與十四哥合作三年的志恆也因自己的貪念決定背叛恩師十四哥，表面上十四哥中了志恆圈套但實際上故意中計也是十四哥設計的陷阱，一切的一切，志恆身邊周遭熟悉的人事物，賭場的龍王及拍檔羅拉等人，都只是為了千志恆的臨時演員而已，他們真實身分是什麼沒有交代清楚，只是為了這個千局而出現。最後志恆躲在水塔裡逃避追殺，但是水塔口被早就知情的龍王等人用焊接器焊上，出不去的志恆就在水塔裡力竭淹死而結束了一切。
中國版結局把水塔這段剪掉並改了結局，志恆被警方尋獲並吐出當初害死友人的一千萬贓款，按照香港法律判處志恆無期徒刑。

## 演員
| 演员   | 角色        | 备注                                           |
| 王晶   | 陳十四      | 老千，真正身份不明                             |
| 張家輝 | 王志恆      | 會計師                                         |
| 陳煒   | 羅拉        | 表面為陳十四女朋友，實為其僱用的舞女           |
| 陳苑淇 | 小柔        | 王志恆女朋友                                   |
| 張兆輝 | 龍王/大隻西 | 表面為黑幫老大，實為陳十四多年好友             |
| 吳毅將 | 火屎        | 監獄惡霸，實為陳十四僱用                       |
| 盧雄   | 朱先生      | 王志恆上司，被騙去一千萬                       |
| 周振輝 | 肥威        | 朱先生舅仔，王志恆好友，後被殺並棄屍於大廈水箱 |

## 外部連結
- 香港電影評論目錄 （页面存档备份，存于）
- 電影庫 提防老千 （页面存档备份，存于）
- 新浪網影音娛樂世界 王晶再造赌神 （页面存档备份，存于）
- 開眼電影網上《提防老千》的資料（繁體中文）
- 香港影庫上《提防老千》的資料（繁體中文）
- 豆瓣电影上《提防老千》的資料 （简体中文）
- 时光网上《提防老千》的資料（简体中文）
- 爛番茄上《提防老千》的資料（英文）
- 互联网电影数据库（IMDb）上《提防老千》的资料（英文）